# Serra Llarga (Roda de Berà)
La Serra Llarga és una serra a cavall dels municipis de Roda de Berà i el Vendrell a les comarques del Tarragonès i Baix Penedès, amb una elevació màxima de 271,0 metres.